# Хваленка
Хваленка — бывшее село в Усть-Камчатском районе Камчатского края России.
Расположено в одноимённом урочище, на правом берегу реки Камчатка, в восточных отрогах хребта Кумроч.
Месторасположение посёлка отличается благоприятными климатическими условиями, здесь издавна находилось место отдыха путешественников. После окончания гражданской войны здесь обосновались бывшие каторжане, сложившие оружие белые и красные солдаты, беженцы, а также японцы, китайцы и корейцы. В 1928 году село состояло из 21 двора и 31 жителя, большинство из которых занималось огородничеством и обрабатывало более 10 тыс. м² угодий. В 1937 году отсюда принудительно выселены корейцы. 
Перед началом Второй мировой войны в Хваленки дислоцировалась воинская часть, принимавшая участие в строительстве Камчатского оборонительного района. После войны здесь было образовано сельскохозяйственное отделение Березояровского рыболовецкого колхоза. Позже воинская часть была ликвидирована, жители также покинули село.